# Antonio Ecarri Bolívar
Antonio José Ecarri Bolívar (Valencia, 2 de septiembre de 1947) es un profesor, abogado y político venezolano, fue representante diplomático de Venezuela ante España, nombrado por la Asamblea Nacional el 19 de febrero de 2019.

## Vida privada
Ecarri es profesor titular de la Universidad de Carabobo, donde egresó como abogado. Es el padre de Antonio Ecarri Angola. Magíster en Derecho del Trabajo por la Universidad de Carabobo, donde se desempeñó como docente de pregrado y postgrado, jubilado desde el año 2007 como Profesor Titular.
Es columnista permanente de los diarios venezolanos El Nacional, El Nuevo País, El Carabobeño y de los portales digitales La Patilla y Reporte Confidencial.

## Trayectoria política

### Diputado
En las elecciones parlamentarias de 1988, fue elegido diputado al Congreso de la República, tomando posesión el 23 de enero de 1989. Es miembro de la Academia de Historia del Estado Carabobo. También es vicepresidente de Acción Democrática (AD). En las elecciones parlamentarias de 2015, fue elegido como diputado suplente a la Asamblea Nacional, junto a Carlos Berrizbeitia de Proyecto Venezuela. Es miembro de la Comisión de Política Interior y del Grupo Parlamentario de amistad Venezuela-España.

### Embajador
El 19 de febrero de 2019, Ecarri Bolívar fue designado por la Asamblea Nacional de Venezuela, como «Representante diplomático» de Venezuela ante España, apoyado por el presidente encargado Juan Guaidó. «Es una de las figuras más importantes de la estructura de Acción Democrática», explica a este diario el expreso político y dirigente de Voluntad Popular Sergio Contreras. «Es una suerte ya no tanto de embajador, sino de encargado de negocios», matiza.
El 11 de abril, el periodista Vladimir Villegas, informó que el presidente del Consejo Superior de la Alianza del Lápiz, Antonio Ecarri Bolívar se encontraba inhabilitado para ejercer cargos públicos, poco después se dio a conocer que Ecarri Bolívar quien fue exembajador de Juan Guaidó en España, sería imputado por «delitos de traición a la patria, usurpación de funciones, simulación de hecho punible y prevaricación», siendo cuestionado energéticamente por su hijo Antonio Ecarri Angola.